# Dismaland

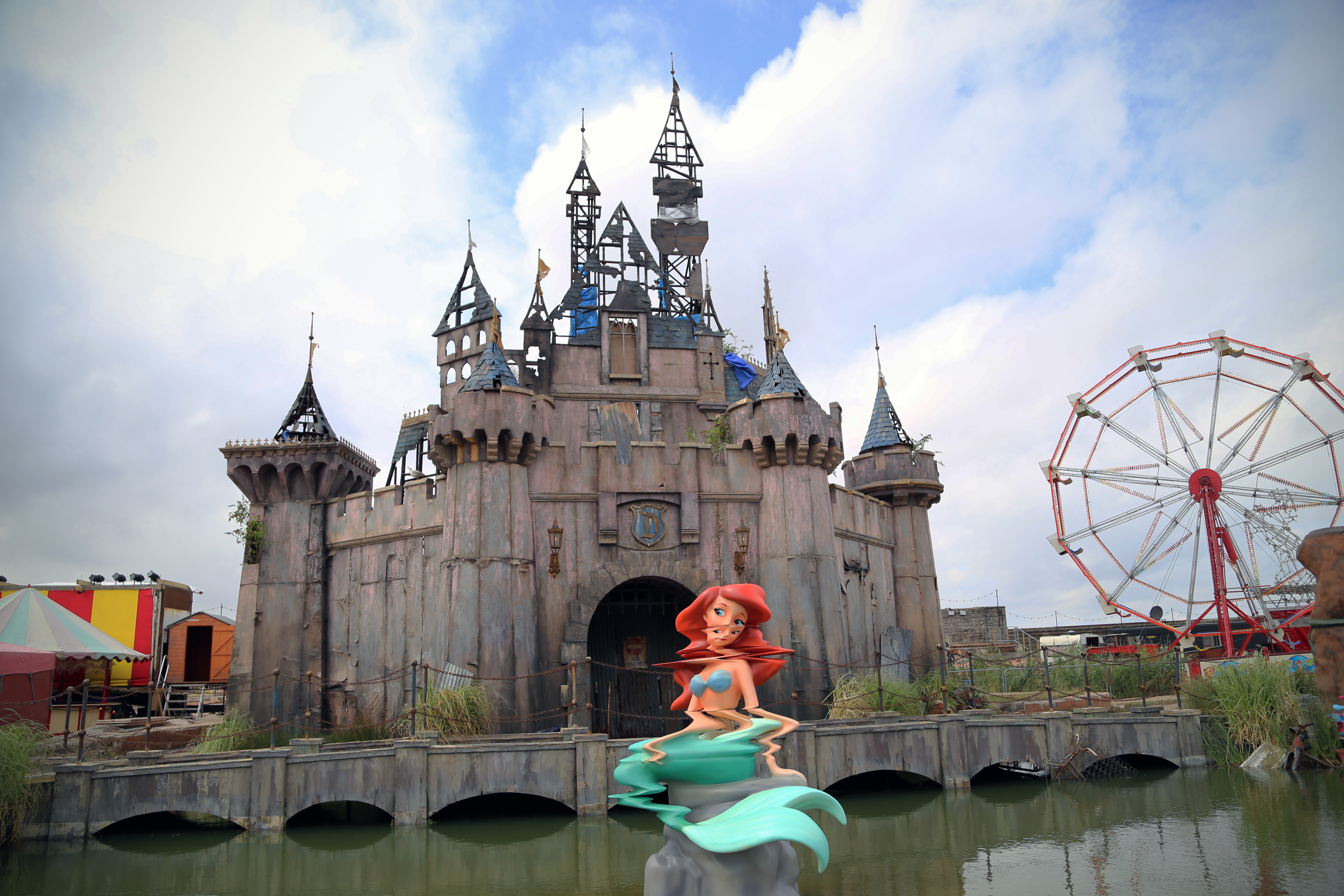
Parodie auf die Dornröschenschlösser in den Disneylands mit verzerrter Arielle, der Meerjungfrau im Vordergrund

Dismaland war ein Kunstprojekt des Streetart-Künstlers Banksy im Ferienort Weston-super-Mare in Somerset, England. Die im Vorfeld der Eröffnung lange geheim gehaltene Ausstellung im ehemaligen Spaßbad Tropicana stellte eine Parodie auf den bekannten Freizeitpark Disneyland dar, „Dismal“ steht im Englischen für „bedrückend, trostlos, düster“. Die Ausstellung wurde am 21. August 2015 eröffnet. Banksy selbst beschrieb die Ausstellung als „Familien-Freizeitpark, der für Kinder ungeeignet ist.“
Banksy selbst schuf zehn Werke für die Ausstellung und finanzierte das gesamte Projekt selbst. Zudem wurden Werke von mehr als 50 Künstlern gezeigt. Die Ausstellung lief insgesamt 36 Tage lang bis zum 27. September 2015. Pro Tag sollten 4000 Eintrittskarten verkauft werden. Jeden Freitag sollte es außerdem Musik-Acts von beispielsweise Run the Jewels, Pussy Riot und Massive Attack geben.
Der Aufbau der Ausstellung wurde als Filmproduktion getarnt, was auch so lange funktionierte, bis die als Managerin des Künstlers geltende Holly Cushing mehrfach vor Ort gesehen wurde.

## Werke

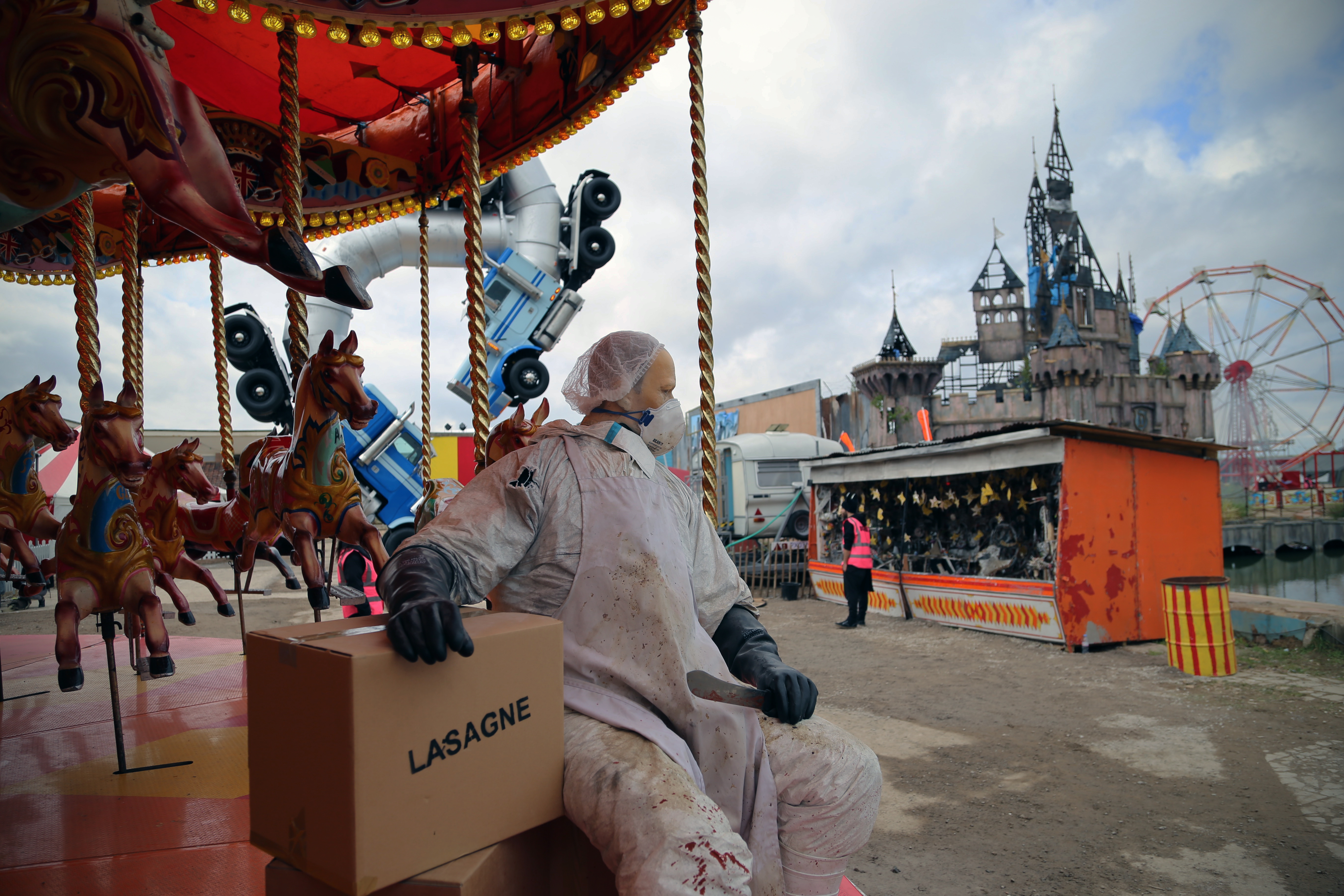
Schlachter im Pferdekarussell

Zu den gezeigten Werken gehörten unter anderem die LKW-Konstruktion Big Rig Jig des Künstlers Mike Ross, die bereits beim Burning-Man-Festival im Jahr 2007 gezeigt wurde. Insgesamt gab es Werke von 58 Künstlern, darunter Jenny Holzer, Damien Hirst, die britischen Kunst-Aktivisten Peter Kennard,  Jimmy Cauty und Darren Cullen, sowie u. a. der für seine humoristischen Malereien bekannte spanische Street-Art Künstler ESCIF. Banksy selbst sagte, er habe die besten Künstler ausgewählt, die er sich habe vorstellen können. Lediglich zwei Künstler hätten abgesagt.

## Rezeption
Die hohe Nachfrage nach Tickets verursachte lange Wartezeiten der Website der Ausstellung. Es wurde spekuliert, dass dies Teil der von Banksy arrangierten Ausstellung sei.
Die Ausstellung genoss bereits in den ersten Tagen eine große Aufmerksamkeit in der Öffentlichkeit. Auch zahlreiche Medien aus dem deutschsprachigen Raum berichteten über die Eröffnung der Ausstellung.
Da auch die Flüchtlingskrise Thema der Ausstellung war, spendete Banksy Material davon dem Flüchtlingslager Dschungel von Calais bei Calais.